# Chambonchard
Chambonchard är en kommun i departementet Creuse i regionen Nouvelle-Aquitaine i de centrala delarna av Frankrike. Kommunen ligger i kantonen Évaux-les-Bains som tillhör arrondissementet Aubusson. År 2022 hade Chambonchard 79 invånare.

## Befolkningsutveckling
Antalet invånare i kommunen Chambonchard
Referens:INSEE